# Pilar (Abra)
Pilar è una municipalità di quinta classe delle Filippine, situata nella provincia di Abra nella Regione Amministrativa Cordillera.
Pilar è formata da 19 baranggay:
- Bolbolo
- Brookside
- Dalit
- Dintan
- Gapang
- Kinabiti
- Maliplipit
- Nagcanasan
- Nanangduan
- Narnara

- Ocup
- Pang-ot
- Patad
- Poblacion
- San Juan East
- San Juan West
- South Balioag
- Tikitik
- Villavieja